# Gwendolin
Gwendolin / Gewendolyn ist ein weiblicher Vorname.

## Varianten
| - Guendalina - Gwen - Gwenda - Gwendi | - Gwendolen - Gwendolin - Gwendoline - Gwendolyn | - Gwenmarie - Gwendula - Wendy - Wendela/Vendela |

## Herkunft und Bedeutung
Der Name Gwendolin ist keltischer Herkunft. Er setzt sich zusammen aus gwyn ‚weiß, schön‘ und dolen ‚Bogen, Kreis‘. Gwendolin ist ein in walisischen Sagen beliebter Name von Frauen und Feen.
Der Bestandteil dolin kann im Walisischen auch mit ‚Blume‘ übersetzt werden, der Name würde dann ‚weiße Blume‘ oder auch ‚schöne Blume‘ bedeuten.
Für die Variante Wendy gibt es noch eine andere Erklärung: Wendy soll ein erfundener Name des Autors J. M. Barrie sein, der angeblich abgeleitet ist aus dem Spitznamen fwendy für friend – Freund. Er wurde vom Autor verwendet in den Geschichten um Peter Pan. Davor war der Name kaum gebräuchlich.

## Namensträgerinnen

### Gwendolyn
- Gwendolyn von Ambesser (* 1949), deutsche Schauspielerin, Autorin und Regisseurin
- Gwendolyn Brooks (1917–2000), US-amerikanische Schriftstellerin
- Gwendolyn Göbel (* 2006), deutsche Filmschauspielerin und Kinderdarstellerin
- Gwendolyn Killebrew (1941–2021), US-amerikanische Altistin und Mezzosopranistin in Oper und Konzert
- Gwendolyn Knight (1914–2005), US-amerikanische Bildhauerin
- Gwendolyn Koldofsky (1906–1998), kanadische Pianistin und Musikpädagogin
- Gwendolyn Leick (1951–2022), österreichisch-britische Historikerin und Altorientalistin
- Gwendolyn Masin (* 1977), niederländische Violinistin
- Gwendolyn Rich (eigentlich Caroline Meli; * 1979), Schweizer Schauspielerin, Moderatorin, Sängerin und Fotomodell
- Gwendolyn Rutten (* 1975), belgische Politikerin
- Gwendolyn Sasse (* 1972), Politikwissenschaftlerin und Slawistin
- Gwendolyn Ann Smith (* 1967), US-amerikanische Aktivistin
- Gwendolyn Tonge (1923–2012), Lehrerin, Hauswirtschafterin, Moderatorin und Politikerin in Antigua
- Gwendolyn Yates Whittle (* 1961), Tontechnikerin

### Gwendoline
- Gwendoline Butler (1922–2013), britische Autorin
- Gwendoline Christie (* 1978), britische Schauspielerin
- Gwendoline Daudet (* 1998), französische Eisschnellläuferin
- Gwendoline Davies (1882–1951), walisische Kunstsammlerin und Mäzenin
- Gwendoline Eastlake-Smith (1883–1941), englische Tennisspielerin
- Gwendoline Horemans (* 1987), belgische Volleyballspielerin
- Gwendoline Konie (1938–2009), sambische Politikerin und Diplomatin
- Gwendoline Porter (1902–1993), britische Leichtathletin
- Gwendoline Riley (* 1979), britische Schriftstellerin
- Gwendoline Yeo (* 1977), US-amerikanische Schauspielerin

### Wendy
- Wendy (* 1994), südkoreanische Sängerin, siehe Wendy (Sängerin)
- Wendy Alec, US-amerikanische Unternehmerin und Co-Gründerin von God TV
- Wendy Alexander (* 1963), schottische Politikerin
- Wendy Barrie (1912–1978), britische Schauspielerin
- Wendy Beckett (1930–2018), südafrikanische Kunstexpertin, geweihte Jungfrau und Eremitin
- Wendy Bell (* 1967), schottische Curlerin
- Wendy Benson (* 1971), US-amerikanische Schauspielerin
- Wendy Boglioli (* 1955), US-amerikanische Schwimmerin
- Wendy Boorer (1931–2010), britische Sachbuchautorin
- Wendy Braun (* 1970), US-amerikanische Schauspielerin
- Wendy Greene Bricmont (* 1949), US-amerikanische Filmeditorin
- Wendy Brown (Sprinterin) (* 1950), neuseeländische Sprinterin
- Wendy Brown (Politikwissenschaftlerin) (* 1955), US-amerikanische Politologin
- Wendy Brown (Siebenkämpferin) (* 1966), US-amerikanische Siebenkämpferin und Dreispringerin
- Wendy Carlos (* 1939), US-amerikanische Komponistin und Elektronikmusikerin
- Wendy Carrillo, salvadorianisch-amerikanische Politikerin
- Wendy Carter, US-amerikanische Schauspielerin, Synchronschwimmerin und Schauspiel- und Schwimmlehrerin
- Wendy Chamberlin (* 1948), US-amerikanische Diplomatin
- Wendy Chen (* 1993), australische Badmintonspielerin
- Wendy Clarkson (* 1956), kanadische Badmintonspielerin
- Wendy Cope (* 1945), britische Dichterin
- Wendy Craig (* 1934), britische Schauspielerin
- Wendy Crewson (* 1956), kanadische Schauspielerin
- Wendy Cruz (* 1976), dominikanischer Radrennfahrer
- Wendy Davies (Historikerin) (* 1942), britische Historikerin
- Wendy Davis (Politikerin) (* 1963), US-amerikanische Politikerin
- Wendy Davis (Schauspielerin) (* 1966), US-amerikanische Schauspielerin
- Wendy van Dijk (* 1971), niederländische Schauspielerin und Fernsehmoderatorin
- Wendy Doniger (* 1940), US-amerikanische Sanskritologin
- Wendy Donnelly, irische Badmintonspielerin
- Wendy D’Olive (* 1954), italienische Schauspielerin und Model
- Wendy Finerman (* 1960), US-amerikanische Filmproduzentin
- Wendy Fitzwilliam (* 1972), Miss-Universe-Gewinnerin aus Trinidad und Tobago
- Wendy Foster (1937–1989), britische Architektin
- Wendy Freedman (* 1957), kanadische Astronomin
- Wendy Fulton (* 1954), US-amerikanische TV-Schauspielerin
- Wendy Griner (* 1944), kanadische Eiskunstläuferin
- Wendy Guerra (* 1970), kubanische Schriftstellerin
- Wendy Güntensperger (* 1993), Schweizer Schauspielerin
- Wendy Haas (* 1949), US-amerikanische Fusionmusikerin
- Wendy Hale (* 1987), salomonische Gewichtheberin
- Wendy Hall (* 1952), britische Informatikerin
- Wendy Hayes (1938–1997), australische Sprinterin und Hürdenläuferin
- Wendy Hiller (1912–2003), britische Schauspielerin
- Wendy Holdener (* 1993), Schweizer Skirennfahrerin
- Wendy Hoopes (* 1972), US-amerikanische Schauspielerin
- Wendy Houvenaghel (* 1974), britische Radrennfahrerin
- Wendy Hoyte (* 1957), britische Sprinterin
- Wendy Hughes (1952–2014), australische Schauspielerin
- Wendy Ingraham (* 1964), US-amerikanische Triathletin
- Wendy James (* 1966), britische Sängerin
- Wendy Jans (* 1983), belgische Snookerspielerin
- Wendy Kilbourne (* 1964), US-amerikanische Schauspielerin
- Wendy Barrien Lawrence (* 1959), US-amerikanische Astronautin
- Wendy Leigh (1950–2016), britische Gesellschaftsjournalistin und Buchautorin
- Wendy Lower (* 1965), US-amerikanische Historikerin
- Wendy Maitland (* 1975), schottische Squashspielerin
- Wendy Makkena (* 1958), US-amerikanische Schauspielerin
- Wendy Mao (* vor 2005), US-amerikanische Geologin und Werkstoffwissenschaftlerin
- Wendy Massam, englische Badmintonspielerin
- Wendy McElroy (* 1951), kanadische Schriftstellerin
- Wendy Melvoin (* 1964), US-amerikanische Gitarristin und Singer-Songwriterin
- Wendy Mogel (* 1951), US-amerikanische klinische Psychologin
- Wendy Moniz (* 1969), US-amerikanische Schauspielerin
- Wendy Moten (* 1965), US-amerikanische Soulsängerin
- Wendy Neuss (* 1954), US-amerikanische Fernsehproduzentin
- Wendy Orr (* 1953), australische Kinder- und Jugendbuchautorin
- Wendy Oxenhorn (* 1968), US-amerikanische soziale Aktivistin
- Wendy Padbury (* 1947), britische Schauspielerin
- Wendy Palmer (* 1974), US-amerikanische Basketballspielerin
- Wendy Pini (* 1951), US-amerikanische Comiczeichnerin
- Wendy Poulton, englische Badmintonspielerin
- Wendy Prausa (* 1960), US-amerikanische Tennisspielerin
- Wendy Lee Queen (* 1981), US-amerikanische Chemikerin und Materialwissenschaftlerin
- Wendy Quirk (* 1959), kanadische Schwimmerin
- Wendy Rene (1947–2014), US-amerikanische Soulsängerin
- Wendy Reves (1916–2007), US-amerikanisches Model, Kunstsammlerin und Mäzenin
- Wendy Richard (1943–2009), britische Schauspielerin
- Wendy Robie (* 1953), US-amerikanische Schauspielerin
- Wendy Raquel Robinson (* 1967), US-amerikanische Schauspielerin
- Wendy Saddington (1949–2013), australische Jazz-Sängerin
- Wendy Schaal (* 1954), US-amerikanische Schauspielerin
- Wendy Schenker, US-amerikanische Schauspielerin
- Wendy J. Schiller (* 1964), US-amerikanische Politikwissenschaftlerin
- Wendy Sherman (* 1949), US-amerikanische Diplomatin und Journalistin
- Wendy Simonds (* 1962), US-amerikanische Soziologin und Hochschullehrerin
- Wendy Siorpaes (* 1985), italienische Skirennläuferin
- Wendy Sloboda, kanadische Wirbeltierpaläontologin
- Wendy Sly (* 1959), britische Mittel- und Langstreckenläuferin
- Wendy Smits (1983–2022), niederländische Handballspielerin
- Wendy Speake, Schauspielerin
- Wendy Stammer (* 1965), US-amerikanische Volleyball- und Beachvolleyballspielerin
- Wendy Stites (* 1949), australische Kostümbildnerin beim Film
- Wendy Strahm (* 1959), US-amerikanisch-schweizerische Botanikerin und Naturschützerin
- Wendy Tilby (* 1960), kanadische Animationsfilmerin
- Wendy Toye (1917–2010), britische Regisseurin, Schauspielerin und Choreografin
- Wendy Turnbull (* 1952), australische Tennisspielerin
- Wendy Vereen (* 1966), US-amerikanische Sprinterin
- Wendy Vuik (* 1988), niederländische Skispringerin
- Wendy Wagner (* 1973), US-amerikanische Skilangläuferin
- Wendy Waller, US-amerikanische Opern- und Liedsängerin in der Stimmlage Koloratursopran/Sopran
- Wendy Wasserstein (1950–2006), US-amerikanische Dramatikerin und Drehbuchautorin
- Wendy Whoppers (* 1970), US-amerikanische Pornodarstellerin
- Wendy Wiebe (* 1965), kanadische Ruderin
- Wendy Williams (* 1964), US-amerikanische TV-Moderatorin, Schauspielerin, Autorin und Radiopersönlichkeit
- Wendy Williams (* 1974), US-amerikanische Transgender Pornodarstellerin
- Wendy O. Williams (1949–1998), US-amerikanische Musikerin, Leadsängerin der US-amerikanischen Punkband Plasmatics
- Wendy Woodhead (1916–2003), englische Tischtennisspielerin
- Wendy Wyland (1964–2003), US-amerikanische Wasserspringerin

## Fiktive Figuren
- Gwendolyn Frost, Protagonistin der Buchreihe Mythos Academy von Jennifer Estep
- Gwendolyn Sheperd, Protagonistin der Buchreihe Rubinrot von Kerstin Gier
- Sweet Gwendoline, Kunstfigur aus dem Bereich Bondage
- Wendolene Ramsbottom, Figur in dem Animationsfilm Wallace & Gromit – Unter Schafen
- Gwendolin, Blonder Marienkäfer in der Animationsserie Ferdy (von Ferdy verehrt, als ständiges Motiv dieser Serie)
- Gwendolyn Stacy (Spider-Man)
- Gwendolen Fairfax, Charakter aus der Komödie The Importance of being Earnest